# Faiava Lasi
Faiava Lasi es un islote de Nukufetau, Tuvalu, que se encuentra inmediatamente al sur del islote Lafaga en el noreste del atolón de Nukufetau.